# Браун, Дорис
Дорис Элейн Браун Херитейдж (англ. Doris Elaine Brown Heritage; род. 17 сентября 1942, Гиг-Харбор, Вашингтон), в девичестве Сивертсон (англ. Severtson) — американская легкоатлетка, специалистка по бегу на средние дистанции и кроссу. Выступала в 1960-х и 1970-х годах, пятикратная победительница Кубка наций, обладательница двух серебряных медалей Панамериканских игр, многократная победительница и призёрка первенств национального значения, участница летних Олимпийских игр в Мехико. Тренер по лёгкой атлетике.

## Биография
Дорис Сивертсон родилась 17 сентября 1942 года в городе Гиг-Харбор, штат Вашингтон. В детстве любила бегать по пляжу недалеко от дома, со временем преодолевала всё большие и большие дистанции.
Окончив местную старшую школу Peninsula High School, в 1960 году поступила в Сиэтлский тихоокеанский университет, где в 1964 году получила степень бакалавра, а в 1971 году — магистра.
Присоединившись к одному из сиэтлских беговых клубов, установила национальный рекорд в беге на 440 ярдов, затем сделала акцент на дисциплине 800 метров. В 1960 году заняла третье место на национальном олимпийском отборочном турнире в Стэнфорде, но на Олимпийские игры в Риме не попала. Следующую Олимпиаду в Токио вынуждена была пропустить из-за перелома ноги.
В 1966 году впервые стала чемпионкой США по кроссу, выиграла национальный чемпионат в дисциплине 1500 метров.
В 1967 году одержала победу на международном чемпионате по кроссу (Кроссе наций) в Барри, в беге на 800 метров стала серебряной призёркой на Панамериканских играх в Виннипеге.
В 1968 году была лучшей на чемпионатах США по кроссу, бегу на 800 метров и 1 милю, превзошла всех соперниц на Кроссе наций в Блэкберне. Благодаря череде удачных выступлений удостоилась права защищать честь страны на летних Олимпийских играх в Мехико — в финале 800-метрового бега показала результат 2:03.98, расположившись в итоговом протоколе соревнований на пятой строке.
В 1969 году продолжила выигрывать кроссовые национальные чемпионаты, вновь стала чемпионкой США в беге на 1500 метров, победила на международном чемпионате по кроссу в Клайдбанке. Участвовала в матчевой встрече со сборной СССР в Лос-Анджелесе — с национальным рекордом 4.16,8 стала второй на дистанции 1500 метров, уступив советской бегунье Людмиле Брагиной.
В 1970 году среди прочего превзошла всех соперниц на Кроссе наций в Виши.
В 1971 году в пятый раз подряд выиграла чемпионат США по кроссу, также была лучшей в беге на 1 милю в помещении и в беге на 2 мили, завоевала золото на международном чемпионате по кроссу в Сан-Себастьяне. На Панамериканских играх в Кали вновь стала серебряной призёркой в беге на 800 метров. На соревнованиях в Бейкерсфилде установила мировой рекорд в беге на 3000 метров — 9:26.9.
На национальном олимпийском отборочном турнире 1972 года в Юджине финишировала третьей в дисциплине 1500 метров и тем самым прошла отбор на Олимпийские игры в Мюнхене, но в итоге на старт здесь не вышла.
В 1973 году заняла 15-е место на впервые проводившемся чемпионате мира по кроссу в Варегеме.
В 1975 году показала 17-й результат на кроссовом чемпионате мира в Рабате.
В 1976 году заняла 17-е место на чемпионате мира по кроссу в Чепстоу, выиграла Ванкуверский международный марафон, с результатом 2:53:02 финишировала второй на Нью-Йоркском марафоне.
В 1977 году показала 48-й результат на кроссовом чемпионате мира в Дюссельдорфе.
После завершения активной спортивной карьеры Браун вернулась в Сиэтлский тихоокеанский университет в качестве тренера и в течение четырёх десятилетий работала с университетской легкоатлетической командой — многие из её воспитанников становились призёрами крупнейших студенческих соревнований. Являлась помощницей главного тренера сборной США на Олимпийских играх 1984 года в Лос-Анджелесе и на чемпионате мира 1987 года в Риме.
За выдающиеся спортивные достижения введена в Национальный зал славы лёгкой атлетики (1990), в Зал славы Ассоциации тренеров по лёгкой атлетике и кросс-кантри Соединённых Штатов (1999), в Национальный зал славы бега на длинные дистанции (2002).